# Konrad III. Otto

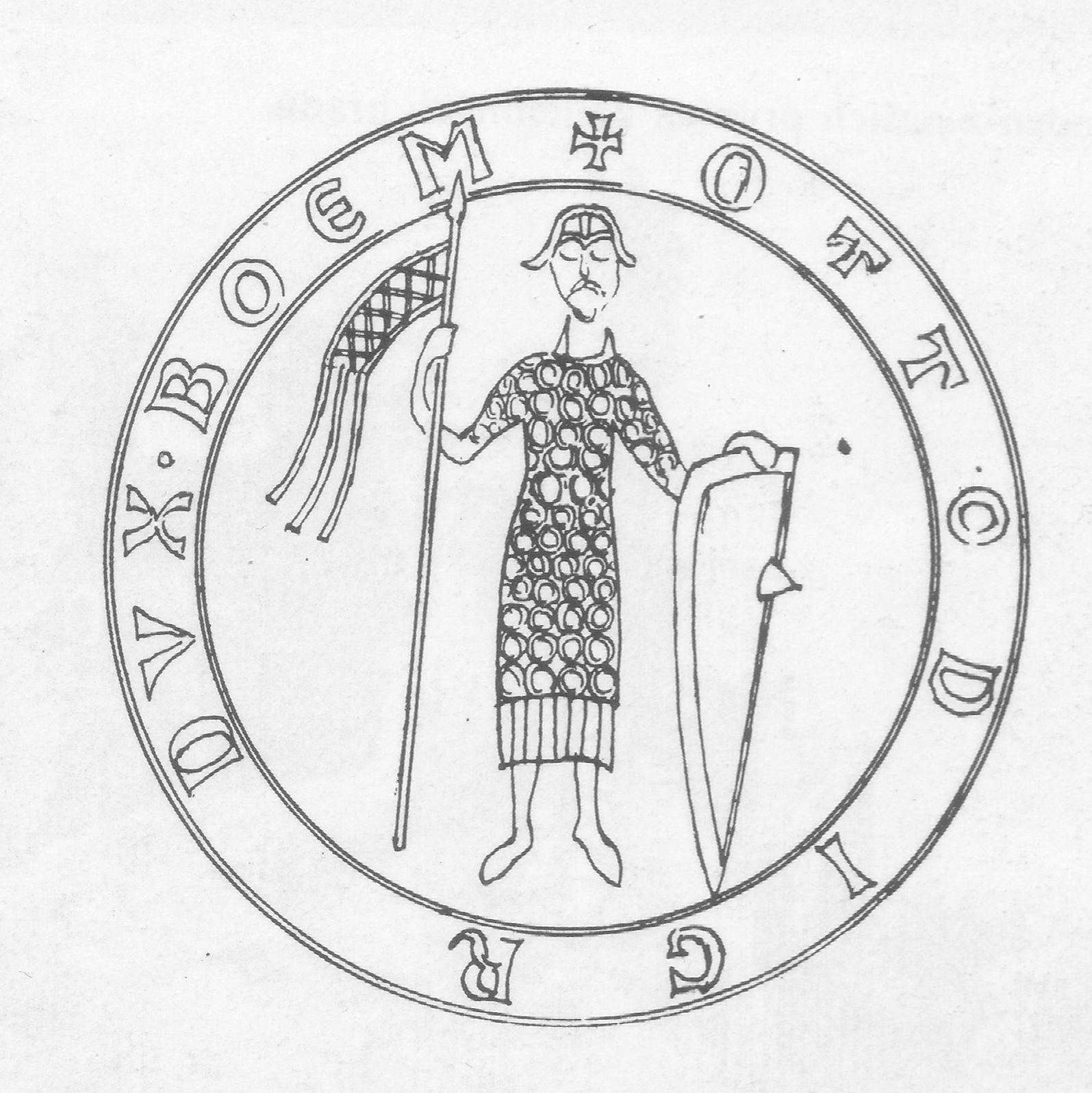
Konrad III. Otto

Konrad III. Otto von Znaim (tschechisch Konrád III. Ota Znojemský bzw. Konrád II. Ota) (* um 1135; † 9. September 1191 bei Neapel) war Markgraf von Mähren und Herzog von Böhmen aus dem Geschlecht der Přemysliden.
Als Sohn von Konrad II. von Znaim (Konrád II. Znojemský,) und Marija, Tochter des serbischen Fürsten Uroš I., erhielt Konrad III. Otto als Erbe 1157 das Teilfürstentum Znaim. Während der Kämpfe unter den Přemysliden erhielt er nach und nach ganz Mähren, darunter Brünn, Olmütz und Znaim. 1182 nutzte Kaiser Friedrich Barbarossa, an den sich Herzog Friedrich um Hilfe gewandt hatte, die Situation, um die böhmische Krone zu schwächen. Er trennte Mähren von Böhmen ab und nahm es als kaiserliches Lehen auf. Allerdings war Mähren bereits zuvor durch die dynastische Entwicklung im Haus der Přemysliden mit der Aufspaltung in eine Prager und eine mährische Linie weitgehend der Kontrolle der Prager Fürsten entglitten. Der gewählte böhmische Herzog Konrad musste abtreten und erhielt dafür den Titel Markgraf von Mähren.
1184 kam es durch die neue Situation zu blutigen Kämpfen, die am 10. Dezember 1185 in der Schlacht bei Loděnice gipfelte, bei der Konrad vom jungen Ottokar I. geschlagen wurde. Insgesamt verloren 4000 Soldaten ihr Leben und der Ort wurde dem Erdboden gleichgemacht. Im darauffolgenden Jahr wurde durch den Knín-Vertrag Frieden geschlossen und Mähren kam wieder zu Böhmen.
Nach dem Tod des Herzogs Friedrich 1189 übernahm Konrad auch die Herrschaft in Böhmen. Er verzichtete auf den Titel des Markgrafen und vereinte erstmals seit der Spaltung der Přemysliden beide Länder. Nach ihm blieb der Fürstensitz über beide Länder weitgehend in der Hand der Prager Linie. Konrad erließ auch das erste böhmische Gesetz genannt Statuta ducis Ottoni (Statuta Konráda Oty).
Seine Ehe mit Heilika von Wittelsbach (auch Helicha, gest. nach 1189), einer Tochter von dem bayerischen Pfalzgraf Otto VII., blieb kinderlos. 1190 gründete er zusammen mit seiner Mutter Maria das Prämonstratenserkloster in Klosterbruck bei Znaim.
Er starb am 9. September 1191 unweit Neapel an einer Seuche, während er den Kaiser Heinrich VI. zur Krönung nach Rom begleitete. Zunächst wurde er im Kloster Montecassino in Latium begraben, später wurden seine sterblichen Überreste nach Prag überführt.